# CIP FC
El CIP FC fue un equipo de fútbol de Brasil que jugó en el Campeonato Catarinense, la primera división del estado de Santa Catarina.

## Historia
Fue fundado el 27 de octubre de 1936 en el municipio de Itajaí del estado de Santa Catarina como el representante de la Compañía Itajaiense de Phosforos, dedicada a la fabricación de fósforos.
En 1937 participa por primera vez en el Campeonato Catarinense donde es eliminado en la primera ronda, pero en la siguiente temporada es campeón estatal por primera vez venciendo en la final al Sao Francisco.
El club no participa en la edición de 1939 por lo que no pudo defender su título estatal tras no lograr clasificar de su liga municipal, manteniéndose en la división municipal hasta que la compañía disuelve al club de fútbol en 1944, siendo uno de los tres equipos del municipio de Itajaí en ganar el Campeonato Catarinense.

## Palmarés
- Campeonato Catarinense: 1

1938
- Liga del Valle de Itajaí: 1

1938